# تپه اسپند کومحمودآباد
تپه اسپند کومحمود آباد مربوط به عصر مس و سنگ - دوره اشکانیان است و در شهرستان صحنه، بخش مرکزی، روستای گاوکل قلعه واقع شده و این اثر در تاریخ ۳۰ تیر ۱۳۸۴ با شمارهٔ ثبت ۱۲۲۰۹ به‌عنوان یکی از آثار ملی ایران به ثبت رسیده است.